# The President Is Missing
The President Is Missing ist ein Thriller, der in Zusammenarbeit des ehemaligen amerikanischen Präsidenten Bill Clinton mit dem amerikanischen Schriftsteller James Patterson entstand und im Jahr 2018 veröffentlicht wurde. Er handelt vom Kampf eines fiktiven Präsidenten der Vereinigten Staaten gegen einen Cyber-Terrorismus-Anschlag auf sein Land.

## Inhalt
Jonathan Duncan, der Präsident der Vereinigten Staaten, muss sich vor einem Untersuchungsausschuss des Kongresses verantworten, weil er Kontakt mit dem türkischen Cyber-Terroristen Suliman Cindoruk aufgenommen haben soll, dem berüchtigten Anführer der Terrormiliz Söhne des Dschihad. Noch ehe es zur Anhörung kommt, taucht der Präsident unter, was in der Öffentlichkeit Spekulationen von Krankheit bis Hochverrat ins Kraut schießen lässt. Der republikanische Mehrheitsführer Lester Rhodes bereitet schon ein Amtsenthebungsverfahren gegen den demokratischen Präsidenten vor und sucht dabei die Unterstützung von Duncans innerparteilicher Konkurrentin und Vizepräsidentin Katherine Brandt.
Duncan hingegen steht über parteipolitischen Ränkespielen und hat ausschließlich das Wohl seines Landes im Blick. Dieses sieht er durch ein kürzlich aufgefundenes Computervirus gefährdet, das er dem so genialen wie skrupellosen Cindoruk zuschreibt. Als eine junge Frau namens Nina Kontakt zu ihm aufnimmt, um ihm zu verraten, wie er das Virus ausschalten kann, dem alle Experten hilflos gegenüberstehen, tut sie dies mithilfe des Codeworts „Dark Ages“, das außer dem Präsidenten und seiner Stabschefin Carolyn „Carrie“ Brock gerade mal sechs Personen kennen, darunter auch die Vizepräsidentin. So hält Duncan sein weiteres Vorgehen vor seinen engsten Vertrauten geheim und trifft sich incognito mit Nina und ihrem Partner Augie bei einem Baseball-Spiel. Söldner unter der Leitung einer Auftragsmörderin mit dem Tarnnamen „Bach“ erfahren von dem Treffen und ermorden Nina. Duncan und Augie können vom Sicherheitsdienst des Präsidenten gerettet werden. Doch die Anschläge gehen weiter und richten sich nun gegen das Weiße Haus.
Wie Augie berichtet, waren Nina und er Mitglieder der Söhne des Dschihad. Während Nina das Virus schrieb, war er für seine Verteilung verantwortlich. Als sie Skrupel bekamen, wollten sie das Virus gegen die Zusicherung von Straffreiheit stoppen. Doch das Wissen, wie das zu bewerkstelligen sei, nahm Nina mit in den Tod. Auch mit Augies Hilfe finden die eilig einberufenen Sicherheitsspezialisten kein Gegenmittel gegen das Virus, das droht, den gesamten Internetverkehr in Amerika lahmzulegen und sämtliche elektronisch gespeicherte Daten zu löschen mit unabsehbaren Folgen für die amerikanische Wirtschaft und Bevölkerung. Nur eine Passwortabfrage von Nina gewährt 30 Minuten Aufschub, die bis zur letzten Sekunde herunterticken, ehe es Duncans Stabchefin Carrie ist, die das Passwort errät: Suchum, Ninas Heimatstadt in Abchasien.
Das Virus kann gestoppt werden, die Auftragskillerin Bach festgenommen, und Suliman Cindoruk bringt sich um. Als seine Hintermänner werden Mitglieder des Königshauses von Saudi-Arabien und die russische Regierung enttarnt, die das Interesse teilen, die Supermacht USA zu schwächen. Was den Verrat des Codeworts aus dem Umfeld des Präsidenten angeht, deuten alle Anzeichen auf Vizepräsidentin Brandt, bis Duncan seine Stabschefin entlarvt: Er hatte von dem Passwort bereits vorab durch den SMS-Verkehr auf Ninas Handy Kenntnis und hat die dramatische Rettungsaktion lediglich inszeniert, um denjenigen zu überführen, der in letzter Sekunde das Passwort beisteuern würde. Während Duncan sich auf seine Stabschefin stets verlassen hat, hegt Carrie schon seit langem einen Groll gegen ihren Chef, weil sie nicht dessen politische Karriere gemacht hat. Duncan nutzt seine durch die Rettung des Landes neu gewonnene Popularität zu einer Ansprache an das amerikanische Volk, in der er sein Programm ausführt, Amerika in vielen Bereichen zu einem besseren Ort zu machen. Doch dies, so sinniert er nach der Rede, kann der Präsident nicht allein, sondern ist die Aufgabe von allen.

## Hintergrund
Bill Clinton und James Patterson, beide zum Veröffentlichungszeitpunkt des Romans im Juni 2018 71 Jahre alt, hatten sich bereits vor Jahren bei einem Frühstück in Florida kennengelernt und Sympathie füreinander empfunden. Clinton hatte schon lange mit dem Gedanken gespielt, einen Kriminalroman zu schreiben, Patterson ist bekannt für die Zusammenarbeit mit diversen Co-Autoren. Den Anstoß für ihre Zusammenarbeit gab der Washingtoner Anwalt Robert Barnett, der bereits zuvor ihre Bücher vermarktet hatte. Beim gemeinsamen Schreiben hätten sie einander vor allem „zugehört“ und sich gegenseitig „respektiert“. Das Manuskript sei zwischen ihnen hin- und hergeflogen wie ein Tischtennisball.
Stilometrie-Untersuchungen durch James O’Sullivan legen allerdings nahe, dass der überwiegende Teil des Textes aus der Feder von James Patterson stammt. Laut Andrian Kreye sind Clintons Passagen vor allem jene, „die nicht nur in der Ich-Form, sondern vor allem im Ton der Südstaatendialekte gehalten sind.“ Der fiktive Präsident Duncan pflege genau denselben Sprachstil und die volkstümlichen Sprachbilder, die Clinton auch über die Südstaaten hinaus populär gemacht hätten. Dabei fantasiere er über Situationen, die er „im wirklichen Leben nicht ganz so heldenhaft absolvierte“ wie sein fiktiver Präsident, etwa seine eigenen Anhörungen vor dem Kongress wegen der Lewinsky-Affäre. Und am Ende hält Duncan eine staatsmännische Rede, „wie sie Bill Clinton nie hinbekam“.
Ron Charles sieht in der Verwandlung Bill Clintons in Jonathan Duncan ein Anschauungsobjekt für psychologische Studien: Beide haben früh ihre Väter verloren und wachsen in schwierigen Verhältnissen auf, um am Ende Gouverneur zu werden. Beide begegnen an der Law School ihrer brillanten zukünftigen Ehefrau, beide haben eine Tochter. Vielsagend sind allerdings die Unterschiede in ihrem Lebenslauf: Wo Clinton den Wehrdienst während des Vietnamkriegs umgangen hat, wird Duncan zum gefeierten Kriegshelden, wo sich Clinton im Oval Office einer Affäre mit seiner Praktikantin hingegeben hat, widersteht Duncan den Folterungen der Republikanischen Garde im Irak, wo Clinton diverse außereheliche Affären nachgesagt werden, pflegt Duncan hingebungsvoll seine sterbende Ehefrau und bleibt ihr auch über den Tod hinaus treu. Clinton selbst kommentierte: „Der Präsident im Buch soll nicht wie ich sein. Aber er äußert keine Überzeugungen, die ich für falsch halte. Er sagt Dinge, die ich richtig finde. Die ehrlich sind und das wiedergeben, woran er glaubt.“
James Patterson erläuterte, dass die beiden Autoren das Buch nicht zu politisch gestalten wollten. Es gehe nicht um Republikaner, Demokraten, vergangene oder gegenwärtige Präsidenten. „Es geht nicht um Präsident Trump. Wenn [Mr. Clinton] darüber schreiben wollte, würde er es in einem Sachbuch tun. Wir wollten es nicht tun.“ Dennoch wurde das Buch von den Rezensenten oft vor dem Hintergrund des gegenwärtigen US-Präsidenten verstanden. So ist etwa für Ulrich Noller Trump „allzeit präsent, als Duncans unsichtbarer Antipode“. Das im Roman gezeichnete Gegenmodell zu Donald Trump sei „fast schon rührend nostalgisch“: Duncan verkörpere genau „den präsidialen Gestus […], den viele beim regierenden Präsidenten vermissen: mit Stil, Verantwortung, Verbindlichkeit – Ehrlichkeit.“

## Rezeption
Laut Angaben des Verlags Alfred A. Knopf, der The President Is Missing gemeinsam mit Little, Brown and Company verlegt, wurde der Roman in der ersten Woche über alle Formate hinweg 250.000 Mal verkauft. Nielsen BookScan ermittelte 152.000 verkaufte Exemplare der Hardcover-Buchausgabe. Damit war The President Is Missing in den USA der in seiner ersten Woche meistverkaufte Roman für Erwachsene seit Harper Lees Go Set a Watchman aus dem Jahr 2015. Am 24. Juni 2018 erreichte er Platz 1 der Bestsellerliste der New York Times. Die deutsche Übersetzung erreichte in der Bestsellerliste des Spiegels im Juni 2018 Rang 5.
Janet Maslin liest den Roman als ein „eskapistisches Märchen“ über gesunde Politik und einen noblen Präsidenten, das den „schrillen, bitteren Ton realer Politik“ außen vor lasse. Dennoch sei es ein großes Buch, „angetrieben von Star-Power und überzeugend klingender präsidialer Aufrichtigkeit“. Anthony Lane moniert zwar einige „unbekümmert-verzeihliche Mängel“, doch sei das Buch eine verlässliche Lektüre, die „ihr Potenzial maximiert und ihre Mission erfüllt.“ Adam Kirsch hält das Buch für ein „Standard-Produkt“ wie tausend andere Kriminalgeschichten in Film und Buch, das keinen Anspruch auf ernsthafte Betrachtung erhebe, weder literarisch noch politisch. Doch die Idee eines Präsidenten als Action-Held, der sich in seinem Führungsanspruch von keinem Kritiker und keiner bürokratischen Fessel zurückhalten lassen will, sondern blindes Vertrauen in seine Handlungen einfordert, sei zutiefst undemokratisch. Die Tatsache, dass ein ehemaliger Präsident seinen Namen für solche Fantasien hergebe und diese dann zu Bestsellern werden, sei „ein Zeichen, dass etwas sehr falsch ist an der amerikanischen Vorstellung von Macht“.
Für Elmar Krekeler sind die Passagen, „die Patterson von den Clintons zugeliefert bekommen hat“, so etwa die abschließende Rede des Präsidenten, „von einer eher niedrigschwelligen literarischen Durchdringung“. Doch auch, dass Patterson, der zuletzt überwiegend Co-Autoren schreiben ließ, in The President Is Missing selbst zur Feder griff, „merkt man leider“.
Andrian Kreye liest den Roman als eine „Rechtfertigungsorgie“ Bill Clintons. Der Versuch, „mithilfe der Schreibwerkstatt James Pattersons einen fast schon kindlichen Geschichtsrevisionismus in die Bestsellerlisten zu hieven“ sei eine „Einladung zum Fremdschämen“. Hannes Hintermeier schließt sich dem Fazit an, das Buch sei „unfassbar schlecht“ und begründet dies mit einem hanebüchenen Plot, Sprachschablonen und „onkelhafte[n] Leitartikel[n] zur Lage des Landes“. Adam Soboczynski hingegen hält Kitsch und Klischees für unerheblich bei der Bewertung eines Thrillers. In seiner „Entfaltung von Intrige und Gegenintrige“ und seiner „mechanische[n] Erzeugung von Spannung“ sei The President is Missing sogar „ein besonders gutes Buch. Man kann den Roman sofort verfilmen“.
Tatsächlich zeigten zahlreiche Studios und Fernsehsender bereits vor der Veröffentlichung des Buches Interesse an einer Verfilmung, so dass Clinton und Patterson eine Hollywood-Rundreise mit 16 Meetings absolvierten. Am Ende erhielt der Fernsehsender Showtime den Zuschlag für eine fortlaufende TV-Serie. David Nevins, der CEO des Senders, verkündete: „Die Paarung Präsident Clintons mit dem fesselndsten Geschichtenerzähler in der Literatur verspricht ein Filmerlebnis, […] das perfekt zu einer politisch relevanten, figurenbasierten Actionserie für unser Network passt.“ Im Oktober 2020 gab Ann Dowd, die für eine Rolle vorgesehen war, bekannt, dass die Serienadaption von Showtime gestoppt wurde. Als Gründe führte sie die COVID-19-Pandemie sowie aktuelle politische Ereignisse an.

## Ausgaben
- Bill Clinton, James Patterson: The President Is Missing. Alfred A. Knopf und Little, Brown and Company, New York 2018, ISBN 978-0-316-41269-8.
- Bill Clinton, James Patterson: The President Is Missing. Aus dem Amerikanischen von Anke und Eberhard Kreutzer. Droemer, München 2018, ISBN 978-3-426-28197-0.